# Tetsu Nagasawa
Tetsu Nagasawa (jap. 長澤 徹 Nagasawa Tetsu; ur. 28 maja 1968) – japoński piłkarz występujący na pozycji pomocnika.

## Kariera piłkarska
Od 1991 do 1997 roku występował w klubach Júbilo Iwata i Honda FC.

## Kariera trenerska
Po zakończeniu piłkarskiej kariery pracował jako trener w Júbilo Iwata i Fagiano Okayama.